# 大岗山窑址
大岗山窑址，是位于广东省佛山市高明区灵龟公园内的一处唐代瓷窑遗址。
大岗山窑址是发掘于1986-1987年的两座瓷窑。依山构筑，属龙窑。其中一号窑仅存窑室中段，残长9.55米，宽2.8米，窑壁下部夯土，上部用砖砌筑，底部铺一层垫泥。
二号窑可见窑室、火膛、窑门，残长9.06米，宽2.4米，窑壁用砖结砌，窑室底部有垫座，火膛比窑室低0.6米，窑门有两组通风口。
器皿主要有罐、碗、碟、杯。轮制成形，露烧，施青绿色釉或酱褐色釉。碗、碟类多为饼形足或璧形足，内底多有四个垫泥痕迹。
1989年6月广东省人民政府公布为广东省文物保护单位。